# Spetaea
Spetaea là một chi thực vật có hoa trong họ Asparagaceae.